# Cohors I Celtiberorum
Die Cohors I Celtiberorum [equitata] (deutsch 1. Kohorte der Keltiberer [teilberitten]) war eine römische Auxiliareinheit. Sie ist durch Militärdiplome und eine Inschrift belegt.

## Namensbestandteile
- Celtiberorum: Die Soldaten der Kohorte wurden bei Aufstellung der Einheit aus den verschiedenen Stämmen der Keltiberer rekrutiert.

- equitata:[1] teilberitten. Es wird vermutet, dass die Einheit ein gemischter Verband aus Infanterie und Kavallerie war. Allerdings ist dies nicht sicher.[2]

Da es keine Hinweise auf den Namenszusatz milliaria (1000 Mann) gibt, war die Einheit entweder eine reine Infanterie-Kohorte mit einer Sollstärke von 480 Mann oder eine Cohors equitata mit einer Sollstärke von 600 Mann (480 Mann Infanterie und 120 Reiter), bestehend aus 6 Centurien Infanterie mit jeweils 80 Mann sowie 4 Turmae Kavallerie mit jeweils 30 Reitern.

## Geschichte
Der erste Nachweis der Einheit in der Provinz Britannia beruht auf einem Militärdiplom, das auf das Jahr 105 n. Chr. datiert ist. In dem Diplom wird die Kohorte als Teil der Truppen (siehe Britannisches Heer) aufgeführt, die in Britannien stationiert waren. Weitere Militärdiplome, die auf 122, 127, 145, 158 und 178 datiert sind, belegen die Einheit in Britannien unter den Statthaltern Aulus Platorius Nepos, Lucius Trebius Germanus, Gnaeus Papirius Aelianus, Gnaeus Iulius Verus und Ulpius Marcellus.

## Standorte
Standorte der Kohorte in Britannien waren möglicherweise:
- Caersws: Ziegelfunde mit dem Stempel C.I.C.F., die als Cohortis I Celtiberorum Figlina[1] bzw. Cohors I Celtiberorum Fecit[2] interpretiert werden können, deuten auf die Anwesenheit (von Teilen) der Kohorte in Caersws hin. Alternativ könnten die Ziegelstempel auch der Cohors I Cornoviorum zugeordnet werden.[2]

## Kommandeure
Möglicherweise war Iulius Antoninus ein Kommandeur der Kohorte. Er wird in einer griechischen Inschrift erwähnt, aus der aber nicht hervorgeht, welche der beiden Cohors I Celtiberorum er kommandierte.

## Weitere Kohorten mit der BezeichnungCohors I Celtiberorum
Es gab noch eine weitere Kohorte, die Cohors I Celtiberorum civium Romanorum, die zunächst in Mauretania Tingitana und danach in Hispania Tarraconensis stationiert war.